# 1-Nonadecanol
1-Nonadecanol ist eine chemische Verbindung aus der Gruppe der Alkanole.

## Vorkommen
1-Nonadecanol kommt natürlich im ätherischen Öl von Heracleum thomsonii, in Tabakrauch und in Crotalaria incana vor.

## Gewinnung und Darstellung
1-Nonadecanol kann durch die Arndt-Eistert-Reaktion aus Stearinsäure gewonnen werden.

## Eigenschaften
1-Nonadecanol ist ein weißer Feststoff, der löslich in Ether und Aceton ist. Er besitzt bei Raumtemperatur eine monokline Kristallstruktur mit der Raumgruppe P21/c (Raumgruppen-Nr. 14) mit den Gitterparametern a = 5,023 Å; b = 7,335 Å, c = 104,77 Å und β = 91,11 ° sowie 8 Formeleinheiten pro Elementarzelle. Bei höheren Temperaturen geht diese in die in eine Form mit der Raumgruppe C2/m (Raumgruppen-Nr. 12) mit den Gitterparametern a = 8,419 Å; 4,825 b = Å, c = 50,92 Å und β = 93,11 ° sowie 4 Formeleinheiten pro Elementarzelle über.